# أليس (اسم)
أليس (بالإنجليزية: Alice) هو اسم علم شخصي مؤنث شائع الإنجليزية والفرنسية، مشتق من كلمة أديلهايدس Adalhaidis الجرمانية وألتي تعني الأرض الراقية، بينما هناك من يقول أن أصله من اسم أليصابات، يعتبر هذا الاسم من أكثر الأسماء الشائعة في دول الغرب، حيث إحتل المركز الأول ضمن أكثر الأسماء شيوعاً في السويد وكانت ضمن أكثر 10 أسماء شيوعاً للإناث في آخر 5 سنوات هناك، كما أنه ضمن أعلى 100 شعبية للفتيات في أستراليا وبلجيكا وفرنسا وأيرلندا واسكتلندا وإنجلترا وويلز وأيرلندا الشمالية، كما أنه إحتل المركز 172 ضمن أكثر أسماء الإناث شعبية في الولايات المتحدة في سنة 2010، وقد كان في المركز ال51 في عقد التسعينات.
يعود السبب الرئيسي لشهرة الاسم نسبةً إلى أليس بطلة رواية أليس في بلاد العجائب للويس كارول، وقد ظهرت عدة أشكال لهذا الاسم مثل أليسيا وأليسون وآلي وأليسا.

## الشخصيات
- أليس أميرة باتنبرغ
- أليس أميرة المملكة المتحدة
- آليس مونرو كاتبة وروائية كندية
- أليس فاييه ممثلة أمريكية
- أليس والكر روائية وناشطة نسوية أمريكية
- أليس كوبر مغني أمريكي
- أليس إيف ممثلة إنجليزية
- أليس بول[ ؟ ] ناشطة نسوية أمريكية
- أليس براغا ممثلة برازيلية
- آليس شفارتسر ناشطة نسوية وناشرة ألمانية
- أليس ليدل ممثلة إنجليزية
- أليس دافنبورت ممثلة أمريكية
- أليس هاول ممثلة أمريكية
- أليس آيرس (1859–1885)، مربية أطفال إنجليزية كُرمت لشجاعتها في إنقاذ الأطفال من حريق منزل.

### شخصيات خيالية
- أليس بطلة رواية أليس في بلاد العجائب